# Sydkorea ved vinter-OL 2014
Sydkorea  deltog ved vinter-OL 2014 i Sotji, som blev afholdt i perioden 7. til 23. februar 2014.

## Medaljer
| 2014 Sotji | Guld | Sølv | Bronze | Total |
| Sydkorea   | 3    | 3    | 2      | 8     |

Seung-Hi Park fik to guld- og en bronzemedalje i kortbaneløb på skøjter (Short Track), mens Suk Hee Shim fik én af hver medalje i kortbaneløb på skøjter. To andre sydkoreanske kvinder fik også guld i 3000 m-stafetten. Sydkorea fik desuden guld og sølv i hurtigløb på skøjter (Speed Skating) og sølv i kunstskøjteløb. 

## Curling
Sydkorea deltagere i curlingturneringen for kvinder.

### Kvinder
Kim Ji-sun er for holdet som består af Lee Seul-bee, Shin Mi-sung, Gim Un-chi og reserven Lee Hyun-jung.
Indledende runder
Skabelon:Curling kvinder Vinter-OL 2014 - Tabel
Alle tider er lokal tid (UTC+4)